# Senzangakona
Senzangakhona kaJama (ca. 1762 – 1816) fue un jefe del clan Zulú, sucediendo a su padre Jama kaNdaba, y sobre todo conocido por ser el padre de Shaka Zulu.

## Biografía
Durante la jefatura de Senzangakhona, los zulúes fueron un pequeño clan dentro de la confederación Mthethwa, que fue gobernada por Dingiswayo.
Senzangakhona se había casado por lo menos con dieciséis mujeres por lo que tuvo catorce hijos conocidos. las hijas no fueron contadas.
Su tercera esposa, Nandi kaBhebhe eLangeni (Nandi, hija de Bhebhe, de Langeni), dio a luz a su primer hijo Shaka fuera del matrimonio. La relación era potencialmente incestuosa, ya que la madre de Senzangakhona era una mujer Elangeni. Senzangakona fue incapaz de reconocer Nandi como su consorte jefe o esposa, un importante símbolo de estatus entre el amaZulu. 
Otra de sus esposas dio a luz a Sigujana, que estaba destinado a suceder a Senzangakhona. Sigujana apareció muerto antes del regreso de Shaka para ser coronado como el Rey de los amaZulu.  
Su sexta esposa, Mpikase kaMlilela Ngobese, engendró a Dingane, quien se hizo cargo del reino zulú después de asesinar a su medio hermano Shaka en 1828 en la actual Stanger.
Su novena esposa, Songiya kaNgotsha Hlabisa, dio a luz a Mpande, quien se hizo cargo cuando Dingane fue asesinado en 1840. Mpande era el único hijo de Senzangakona que engendra nietos con su esposa Ndlela kaSompisi. Cetshwayo, hijo de Mpande, fue en todos los aspectos el último gran rey de los zulúes.
El nombre Senzangakona se deriva de la palabra zulú que significa "el que actúa con buena razón".